# 5725 Nördlingen
5725 Nördlingen è un asteroide della fascia principale. Scoperto nel 1988, presenta un'orbita caratterizzata da un semiasse maggiore pari a 2,6826515 UA e da un'eccentricità di 0,0546605, inclinata di 22,56615° rispetto all'eclittica.